# 西湖公园 (衡阳)

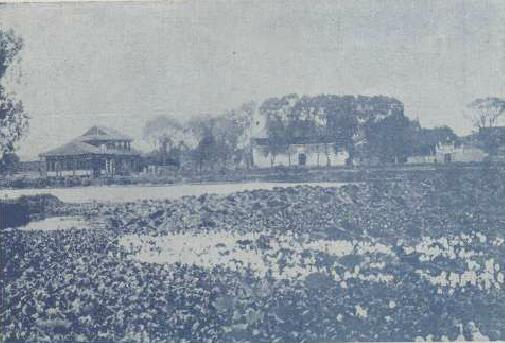
1934年衡阳西湖

衡阳西湖公园，曾名明翰公园，位于湖南省衡阳市石鼓区。

## 历史沿革
“西湖夜放白莲花”为衡阳八景之一。1986年7月，西湖公园动工兴建。1992年12月31日，西湖公园一期工程建成开园。1997年8月，西湖公园获湖南最佳公园称号。1997年10月15日，西湖公园二期工程（水上乐园和东大门）动工，1998年5月竣工。2007年，改造爱莲阁景区，新建夏明翰烈士纪念广场。

## 景点
- 夏明翰铜像：1993年由衡阳市委市政府树立于南大门口，2003年搬至明翰阁西侧的樱花林里，夏明翰妻子郑家钧的墓在铜像后[2]。
- 樱花林：西湖公园目前栽植有八重瓣、染井吉野等多个品种的樱花树，共计300多株[3]。